# Be-8 (航空機)
Be-8（ロシア語:Бе-8ビェー・ヴォースィェミ）は、ソビエト連邦のベリエフ設計局が開発した単発の多用途水陸両用飛行艇(Многоцелевой самолет-амфибия)である。DoDが割り当てたコードネームはType 33。北大西洋条約機構 (NATO) が用いたNATOコードネームではMoleと呼ばれた。

## 概要
Be-8は、同じベリエフ設計局が開発したBe-4に類似した翼を機体から支柱で支え、その上にエンジンを搭載するレイアウトが取られた飛行艇であった。
Be-4から改良された点として、Be-8には引き込み式の車輪が取り付けられた上にキャビンにはエンジンの廃熱を利用したヒーターが装備されていた。またBe-8は民間機として製作されたため、一切の武装が取り付けられていなかった。
初飛行は1947年12月3日のことであった。結局Be-8は量産されることはなかったが、1951年にツシノで開かれたソビエト航空ショーでは2機の試作機が披露された。

## 機体性能
- 翼幅：19.0m
- 全長：13.0m
- 空虚重量：2815kg
- 通常離陸重量：3624kg
- 発動機：シュヴェツォーフ製 ASh-21レシプロエンジン×1
- 出力：700馬力×1
- 最高速度：266km/h
- 実用航続距離：810km
- 実用飛行上限高度：5,550m
- 乗員：6名